# Typhlocyba omani
Typhlocyba omani är en insektsart som först beskrevs av Irena Dworakowska 1977.  Typhlocyba omani ingår i släktet Typhlocyba och familjen dvärgstritar. Inga underarter finns listade i Catalogue of Life.